# 林覚民
林 覚民（りん かくみん）は、清末の革命家・思想家。辛亥革命の英雄の黄花崗七十二烈士として知られる。字は意洞、号は抖飛、天外生など。実父は林孝覬。養父は林孝穎（林孝覬の弟）。従兄は林長民（伯父の林孝恂の子）。

## 経歴

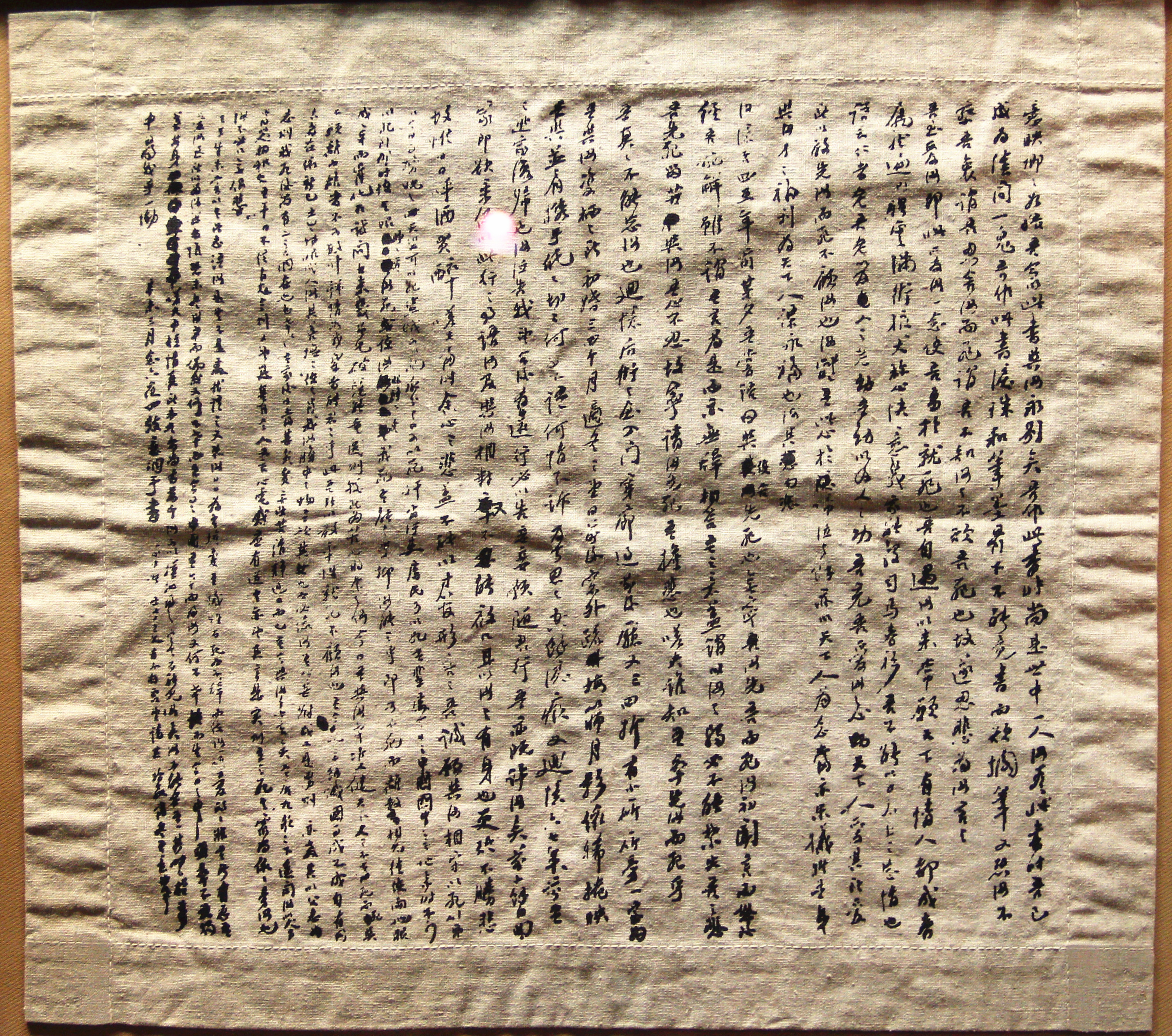
覚が妻子に残した絶筆書『与妻決別書』

福建省福州府閩県三坊七巷（現・福州市鼓楼区）生まれた。
福州第一中学に学ぶ。13歳で科挙を受けさせられたものの、答案に「立身出世のための学問はせず」と書いて試験場を後にした。『蘇報』・『警世鐘』などの書籍や雑誌を愛読し学生運動を指導。演説が得意だったという。
1907年に全閩高等学堂を優秀な成績で卒業した覚民は、自費で日本に留学し慶應義塾大学文学部哲学科に入学した。当時、林覚民は福建省からの留学生で同盟会員の林文や林尹民と一緒に下宿生活を送っており、3人は兄弟のように仲が良かったという。大学では哲学を専攻し、好んでトルストイの書を読み、他に英語とドイツ語を学んだ。
1911年に孫文は方声洞などを先に帰国させ、武器弾薬を購入して起義を謀らせた。福建省出身の同盟会員はただちに会議を開き、覚民は福建省に帰国して呼応体制の準備に当らせることを決定した。3月5日、林覚民は林文らと一緒に日本を離れ香港に赴き、黄興と面会。だが、黄興らと共に起こした広州起義に失敗、激しい戦闘で傷ついた林覚民は捕えられ、数日間の拘禁ののち処刑された。広州福建両総督はその若さと才能を惜しんだものの、革命軍に残すのは危険という周囲の助言を入れて、あえて処刑することにしたという。
蜂起の前に、妻の陳意映に残した決別書は、名文とされ、中華人民共和国の高等学校の語学教科書にも採用されている。

## 登場作品

### 映画
- 1911 (映画)